# Эпсари
Эпсари (также Эпсари-I, Чукур-Чаир) — источник в Крыму, один из истоков реки Стиля, расположенный на пологом лесистом левом (южном) склоне водораздела с рекой Манаготра. Родник находится выше источника Коз-Яманташа, но ручей от Эпсари впадает в Стилю ниже основного истока, поэтому считается её притоком.
Родник впервые был описан примерно в одно время: в отчёте Партии Крымских Водных изысканий 1915 года числятся три источника Эпсари, из которых Эпсари-I — самый обильный, под № № 82/193, на высоте 440 саженей (около 939 м) над уровнем моря, вытекающий из пласта глины, вода питьевая, родник не оборудован, дебит на 1914 год — наименьший составил 1890 вёдер в сутки, наибольший — 45470 вёдер и средний получился 22370 вёдер в сутки (примерно 3,2 л/с), вода отводилась арыком в балку Манаготры, для полива садов и огородов крестьянами Биюк-Узенбаша; у Николая Рухлова, в работе 1915 года «Обзор речных долин горной части Крыма» родник назван Чукур-Чаир:
…расположенный под склоном горы Оксек, вблизи Яман-Таш-Дере, температура воды 8,8 °Ц., давал 3.600 вёдер в сутки; выходит вода из под навала пёстрых глин, залегающих на сланцах.
Источники бассейна Стили, в том числе Эпсари, на картах не обозначены, координаты и высота (926 м) определены современными приборными методами.